# Adetus cacapira
Adetus cacapira es una especie de escarabajo del género Adetus, familia Cerambycidae. Fue descrita científicamente por Martins & Galileo en 2005.
Habita en Bolivia. Los machos y las hembras miden aproximadamente 10,9-11,9 mm. El período de vuelo de esta especie ocurre en los meses de julio y octubre.